# Tokarieve (Tokarieve), Kirovske
Tokarieve (în ucraineană Токарєве) este localitatea de reședință a comunei Tokarieve din raionul Kirovske, Republica Autonomă Crimeea, Ucraina.

## Demografie
Componența lingvistică a localității Tokarieve
     Rusă (73,78%)
     Ucraineană (10,54%)
     Tătară crimeeană (7,4%)
     Alte limbi (0,96%)
Conform recensământului din 2001, majoritatea populației localității Tokarieve era vorbitoare de rusă (73,78%), existând în minoritate și vorbitori de ucraineană (10,54%) și tătară crimeeană (7,4%).